# Plesiopelma aspidosperma
Plesiopelma aspidosperma is een spinnensoort uit de familie van de vogelspinnen (Theraphosidae).
De wetenschappelijke naam van de soort werd in 2014 gepubliceerd door Nelson Edgardo Ferretti en Jorge Adrian Barneche.
De soort komt voor in Argentinië.